# Ceroleptus
Ceroleptus is een geslacht van kevers uit de familie  
kniptorren (Elateridae).
Het geslacht is voor het eerst wetenschappelijk beschreven in 1927 door Fleutiaux.

## Soorten
Het geslacht omvat de volgende soorten:
- Ceroleptus brevicollis (Candèze, 1878)
- Ceroleptus nivea (Fleutiaux, 1918)
- Ceroleptus sulcata (Fleutiaux, 1903)